# Cancan (ziar)
Cancan este un ziar tabloid din România, lansat de Ioan Radu Budeanu la data de 16 aprilie 2007.
În anul 2009 ocupa poziția a patra (după Click!, Libertatea și Adevărul) între ziarele din România din punct de vedere al vânzărilor, cu vânzări medii de 88.310 exemplare. 
Pe 5 august 2012, Cancan Media a închis ediția printată a ziarului, spunând că se va concentra asupra mediului online și TV. Conținutul ziarului poate fi urmărit pe pagina oficială de Internet sau pe Acasă TV, unde în prezent se difuzează emisiunea „Cancan TV”.
În prezent Cancan este deținut de compania Gândul Media Network, care mai deține publicațiile Gândul, ProSport, Ce se întâmplă doctore?, Ciao!, Promotor, Go4IT și Descoperă.

## Redacție
- Ioan Radu Budeanu, președinte
- Adrian Artene, redactor-șef